# Alexandre-Louis d'Orléans
Alexandre-Louis d'Orléans, duc de Valois, né le 2 juin 1673 au Château de Saint-Cloud et mort le 16 mars 1676 à Paris, titré duc de Valois, est le premier fils ainé de « Monsieur », duc d'Orléans, frère de Louis XIV, et d'Élisabeth-Charlotte de Bavière.

## Biographie
Alexandre-Louis de Bourbon-Orléans est le premier fils aîné de la princesse Palatine, Élizabeth von der Pfalz. et de Philippe Ier, duc d’Orléans, frère unique de Louis XIV. Il fut nommé duc de Valois à la naissance au château de Saint-Cloud.
Le 3 août 1674, Louis XIV accorde à lui et à son frère Philippe, duc de Chartres le rang de « Petits Fils de France ».
Il est «Petit Monsieur» de sa naissance à sa mort ; le titre de duc de Valois passe alors à son frère cadet, Philippe de Bourbon-Orléans (futur Régent de France).
Il mourut avant ses trois ans d'une maladie inconnue au Palais-Royal, le 16 mars 1676. Son cœur fut enterré au Nôtre Dame du Val de Grâce. Le corps a été enterré dans le  nécropole royale de la basilique de Saint-Denis. Sa mère, la princesse Palatine, malgré le taux de mortalité infantile élevé à l'époque, elle a été très affectée par la mort de son fils. 